# Taken 3 - L'ora della verità
Taken 3 - L'ora della verità, reso graficamente TAK3N (Taken 3) è un film del 2015, diretto da Olivier Megaton, scritto da Luc Besson con Robert Mark Kamen, e con protagonista Liam Neeson, nei panni di Bryan Mills.
La pellicola è il sequel di Taken - La vendetta ed è il terzo film della saga iniziata nel 2008 con Io vi troverò.

## Trama
L'ex agente operativo Bryan Mills si dedica ormai a tempo pieno ai suoi ex familiari: mentre sua figlia Kim frequenta gli studi universitari e scopre di essere incinta del suo fidanzato, la ex moglie Lenore sta divorziando dal nuovo marito Stuart. Dopo un incontro in cui Lenore parla a Bryan della sua situazione, il protagonista viene raggiunto da Stuart, che gli chiede di non frequentare più Lenore.
Utilizzando il cellulare di Bryan, Stuart manda un messaggio sul cellulare di Lenore chiedendole un incontro. La mattina seguente Bryan riceve un messaggio da Lenore, la quale gli chiede di fare colazione insieme. Bryan esce a comprare la colazione e quando torna a casa trova Lenore morta sul letto con la gola tagliata. Proprio in quel momento arrivano agenti di polizia, comandati dall'ispettore Franck Dotzler, che vorrebbero arrestarlo poiché lo accusano dell'omicidio di Lenore a causa delle impronte lasciate da Bryan sul cadavere.
Bryan riesce a fuggire nascondendosi in una casa "sicura", dotata di armi e di dispositivi elettronici di sorveglianza. Arrivato ad un supermercato, vicino ad una stazione di servizio, riesce a vedere i filmati di videosorveglianza dai quali si vede Lenore essere rapita da uomini non identificabili ma con dei tatuaggi. Anche in questa circostanza arrivano gli investigatori che lo ammanettano, ma Bryan riesce ancora una volta a liberarsi ed a fuggire con una macchina della polizia.
La figlia di Bryan si reca ai funerali della madre per poi andare in un negozio dove, tramite i contatti del padre, acquista una bevanda con scritto "Bevimi ora": la bevanda, appositamente alterata, le provoca dolori per i quali deve andare poi nel bagno del campus dell'università, dove era andata a seguire una lezione e dove incontra suo padre che le dà un antidoto. Bryan scopre allora che l'ispettore Dotzler ha posizionato un sistema di videosorveglianza su Kim, la quale confessa al padre di essere incinta e che Stuart l'ha messa sotto controllo tramite delle guardie del corpo, cosa che non aveva mai fatto prima.
Bryan trova la macchina di Stuart, poi alcuni aggressori lo seguono con un SUV fino a farlo schiantare contro il bordo di una scogliera, per poi precipitare in un dirupo. Successivamente, all'interno di un negozio di alcolici, li elimina tutti per poi rapire Stuart al fine di interrogarlo. L'uomo confessa di aver rivelato della polizza vita della moglie Lenore a degli uomini con cui era in debito i quali l'hanno uccisa per riavere i loro soldi. Tali uomini sono capeggiati da un certo Oleg Malankov, suo ex socio in affari.
Con l'aiuto dei suoi vecchi colleghi e di Stuart, Bryan raggiunge l'attico sorvegliato di Malankov eliminando le guardie e lo stesso Malankov il quale, prima di morire, confessa che tutto ciò non è altro che una messa in scena: è stato lo stesso Stuart a pianificare l'omicidio di Lenore ed a incastrare Bryan per ottenere la sua polizza assicurativa di ben 12 milioni di dollari. Scoperto, Stuart spara a Sam e rapisce Kim con l'intenzione di usarla come ostaggio per riuscire a fuggire in aereo con i soldi.
Bryan convince la polizia della sua innocenza e della colpevolezza di Stuart e arriva all'aeroporto con l'auto di Malankov, una Porsche, riuscendo a distruggere il carrello dell'aereo sul quale c'è Stuart impedendogli così di decollare. Sconfitto Stuart, Bryan vorrebbe ucciderlo ma poi decide di lasciare che il commissario Dotzler e l'FBI lo arrestino. Bryan viene poi assolto da tutte le accuse.
Finalmente sani e salvi, Kim valuta con il padre quale nome dare al nascituro, dicendogli che se sarà femmina la chiamerà Lenore come la mamma.

## Produzione
Il budget del film è stato di 48 milioni di dollari.
Le riprese del film si sono svolte tra Spagna (nelle città di Murcia ed Alicante) Francia (agli studios Cité du Cinéma di Saint-Denis) e Stati Uniti d'America (nelle città di Atlanta, Los Angeles e nell'University of Southern California).

## Distribuzione
Il primo trailer del film viene diffuso il 30 settembre 2014.
La pellicola è stata distribuita nelle sale cinematografiche statunitensi a partire dal 9 gennaio 2015 e in quelle italiane, inizialmente programmata per l'8 gennaio, a partire dall'11 febbraio.

## Riconoscimenti
- 2015 - People's Choice Awards
  - Miglior film thriller
- 2015 - Teen Choice Awards[5]
  - Candidatura per la miglior attrice in un film d'azione a Maggie Grace
- 2015 - BMI Film & TV Award
  - Miglior colonna sonora a Nathaniel Méchaly